# Samba (film)
Samba je francouzský hraný film z roku 2014, který režírovali Éric Toledano a Olivier Nakache jako adaptaci románu Samba pour la France od Delphine Coulin. Snímek měl světovou premiéru na mezinárodním filmovém festivalu v Torontu dne 7. září 2014.

## Děj
Samba je Senegalec, který žije již 10 let nelegálně v Paříži, kde pracuje jako kuchyňský pomocník v hotelu.
Poté, co dostane příslib stálého zaměstnání, se rozhodne požádat o povolení k pobytu. Je však umístěn v imigračním centru, kde čeká na soud. Zde potkává Alici, bývalou ředitelku personálního oddělení, která pomáhá Manu, mladé ženě, která podporuje nelegální imigranty v jejich právních řízeních. Alice se postupně do Samby zamiluje. Samba ale dostal příkaz k opuštění francouzského území. Navzdory všemu pokračuje ve svém obvyklém životě.
Samba se v detenčním centru seznámí s konžským imigrantem Jonasem. Ten ho požádá, aby kontaktoval mladou Pařížanku Gracieuse, do které je Jonas zamilovaný. Samba se s ní ale vyspí, takže mezi muži dojde k rvačce, při které Jonas nešťastnou náhodou zemře.
Protože si oba předtím vyměnili bundy, Samba nakonec získá povolení k pobytu ve Francii, které měl získat Jonas díky svému statusu politického uprchlíka. Alice a Samba pak společně začnou nový život.

## Obsazení
| Omar Sy                 | Samba Cissé               |
| Charlotte Gainsbourgová | Alice                     |
| Tahar Rahim             | Walid / Wilson            |
| Izïa Higelin            | Manu                      |
| Youngar Fall            | Lamouna, strýc Samby      |
| Issaka Sawadogo         | Jonas                     |
| Hélène Vincent          | Marcelle                  |
| Christiane Millet       | Madeleine                 |
| Jacqueline Jehanneuf    | Maggy                     |
| Clotilde Mollet         | Josiane                   |
| Adel Bencherif          | prodejce pobytových karet |
| Maxime d'Aboville       | advokát Samby             |
| Nicolas Beaucaire       | četník                    |
| Catherine Davenier      | soudce                    |
| Michel Winogradoff      | vrátný v hotelu           |
| Olivier Nakache         | moderátor v klubu         |
| Éric Toledano           | barman                    |
| Roukiata Ouedraogo      | imigrantka                |

## Ocenění
- César: nominace na nejlepší herečku ve vedlejší roli (Izïa Higelin)